# Carla Gericke
Carla Gericke là một nhà văn, nhà hoạt động và cựu luật sư. Sinh ra ở Nam Phi, cô di cư sang Mỹ năm 1994 sau khi giành được thẻ xanh trong Xổ số Visa Đa dạng. Cô trở thành công dân Hoa Kỳ năm 2000. Gericke là Chủ tịch danh dự của Dự án Nhà nước Tự do. Vào năm 2014, cô đã giành được một vụ kiện tại Tòa phúc thẩm First Circuit , khẳng định quyền sửa đổi đầu tiên đối với các sĩ quan cảnh sát. Cô được mệnh danh là một trong "Phụ nữ đáng chú ý năm 2014" của Tạp chí <i id="mwCQ">New Hampshire</i>  Năm 2016, cô không tham gia vào cuộc bầu cử sơ bộ của Thượng viện bang New Hampshire, và là ứng cử viên Đảng Cộng hòa cho Thượng viện bang Goffstown và Manchester Wards 3, 4, 10, và 11 trong cuộc tổng tuyển cử.

## Tuổi thơ
Gericke được sinh ra ở Pretoria, Nam Phi, với bố mẹ là David (một nhà ngoại giao Nam Phi) và Madalein Gericke. Vì công việc của cha mình, cô đã đi du lịch nhiều khi còn nhỏ, sống ở Mỹ, Thụy Điển và Brazil. Triết lý chính trị của cô phát triển từ nhỏ. Lớn lên ở Nam Phi trong chế độ phân biệt chủng tộc của Đảng Quốc gia, cô đã phản đối các chính sách độc đoán của chính phủ. Cô học luật tại Đại học Pretoria từ năm 1989 đến năm 1993, tốt nghiệp với bằng Baccalaureus Procurationis. Sau khi giành được thẻ xanh trong Xổ số đa dạng, cô chuyển đến California cùng chồng. Sau khi vượt qua California Bar, cô làm cố vấn nội bộ tại các công ty Fortune 500. Năm 2008, cô nhận được bằng Sáng tác sáng tạo từ City College of New York.

## Hoạt động xã hội
Vào tháng 2 năm 2008, Gericke chuyển từ Thành phố New York đến New Hampshire với Dự án Nhà nước Tự do, một tổ chức phi lợi nhuận 501c3 với nhiệm vụ là thu hút 20.000 nhà hoạt động tự do đến với Nhà nước Granit. Cô đã tổ chức Lễ hội Tự do Porcupine của FSP (thông thường được gọi là "PorcFest") hai lần vào năm 2009 và 2010. Cô trở thành chủ tịch của FSP năm 2011. Trong khả năng này, cô đã xuất hiện trên các phương tiện truyền thông và là động lực thúc đẩy "kích hoạt di chuyển", xảy ra  vào ngày 3 tháng 2 năm 2016, khi nó được công bố tại một cuộc họp báo  rằng 20.000 người dân đã ký cam kết này. Với tư cách là chủ tịch, cô đã rất phát biểu trên các phương tiện truyền thông về việc thúc đẩy Dự án Nhà nước Tự do và đã xuất hiện ở các cửa hàng như CNN, Forbes, The economist, Wired, GQ, Mother Jones, The Washington Post, Fox News, NBC và The New Thời báo York.